# 費呂沃湖
費呂沃湖（荷蘭語：Veluwemeer）位於荷蘭弗萊福蘭省和格爾德蘭省之間，為一從西南向東北延伸的狹窄湖泊。面積30多平方公里，水深較淺，平均深度1.55m。
費呂沃湖的名字來自於格爾德蘭省的費呂沃地區，該湖位於該地區的西部邊界。該湖不是天然湖，是1957年須德海工程時因圍墾弗萊福圩田形成的。